# Kleinsassen

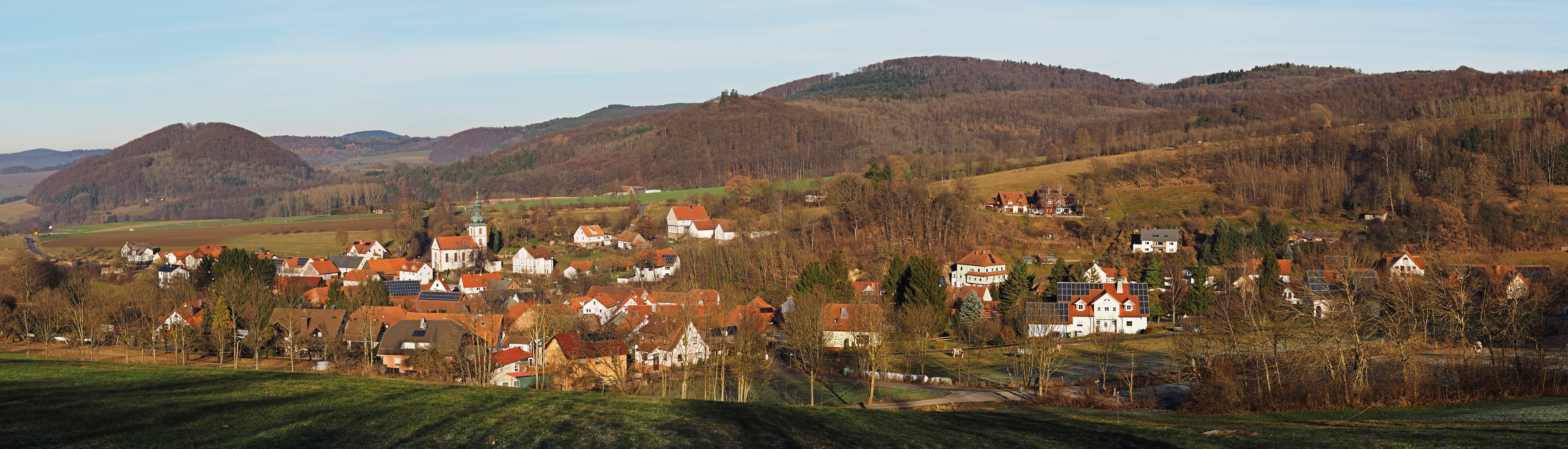
Ansicht von Südwesten

Kleinsassen ist ein Ortsteil der Gemeinde Hofbieber im osthessischen Landkreis Fulda. Der Ortsteil Kleinsassen (mit Schackau) liegt am Fuße der Milseburg in der hessischen Rhön und ist weit über die Grenzen des Fuldaer Landes als Künstlerdorf bekannt.

## Geographie

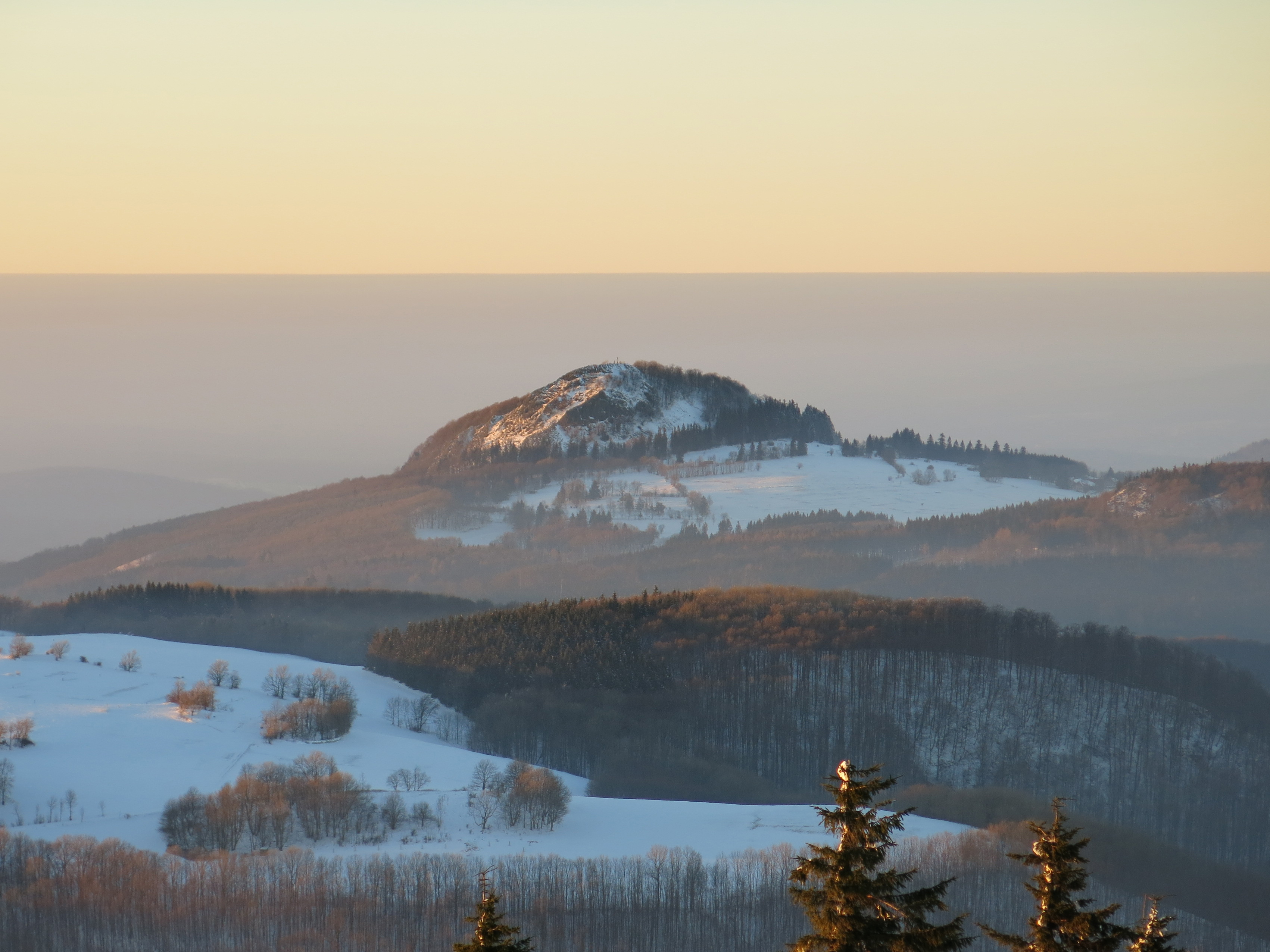
Die Milseburg

Kleinsassen erstreckt sich in einer Höhenlage von 450 bis 500 Meter Höhe im Biosphärenreservat Rhön, etwa 14 Kilometer östlich von der Barockstadt Fulda in einer waldreichen Mittelgebirgslandschaft. Der Ort wird von dem Bach Bieber durchflossen. Der Ort ist von folgenden Bergen umgeben: Milseburg (835,2 Meter), Stellberg (726,1 Meter), Ziegenkopf (567 Meter), Schackau-Berg (559 Meter), Bieberstein (506,6 Meter).
Zu Kleinsassen gehören folgende Orte und Weiler:
- Karhof
- Schackenbergshof
- Waldhaus
- Gangolfshof

## Geschichte

### Ortsgeschichte
Vor- und Frühgeschichte
Die Gegend um den heutigen Ort Kleinsassen ist bereits seit der Steinzeit besiedelt, wie eindeutig nachgewiesene Siedlungsspuren an der Milseburg, dem Hausberg von Kleinsassen, belegen. Dort wurde das Oppidum Milseburg als eisenzeitliche Siedlung identifiziert. Reste der Burg Milseburg lassen sich auf das 11. Jahrhundert zurückführen.
Namensherkunft
Kleinsassen ist höchstwahrscheinlich im späten 8. Jahrhundert entstanden. Erwähnt wird der Ort allerdings urkundlich erst im Jahr 1375 unter dem Namen Sassen, der heutige Ortsname Kleinsassen ist für das Jahr 1722 belegt. Bereits 1493 lässt sich eine Kirche in Kleinsassen urkundlich nachweisen. Eine Kapelle befand sich schon seit früher, um 1420, im Dorf, denn schon bald nach dem Verkündigen des christlichen Glaubens wurden solche an vielen Orten erbaut, wo zuvor noch germanische Kultstätten standen. 1783 wird mit dem Bau der Barockkirche begonnen, wie sie bis heute noch erhalten ist. Sie ist wie das erste Gotteshaus dem Heiligen Laurentius geweiht.
Die beiden Ortsteile Kleinsassen und Schackau bildeten bis zur Gebietsreform in Hessen eine politische Gemeinde.
Hessische Gebietsreform (1970–1977)
Zum 31. Dezember 1971 wurde die bis dahin selbstständige Gemeinde Kleinsassen im Zuge der Gebietsreform in Hessen auf freiwilliger Basis in die Gemeinde Hofbieber eingemeindet. Wie für alle nach Hofbieber eingegliederten Gemeinden wurde auch für Kleinsassen ein Ortsbezirk gebildet.

### Verwaltungsgeschichte im Überblick
Die folgende Liste zeigt die Staaten und Verwaltungseinheiten, denen Kleinsassen angehört(e):
- vor 1806: Heiliges Römisches Reich, Herrschaft der Freiherren von Rosenbach und in deren Nachfolge die Familie von Guttenberg
- 1806–1810: Großherzogtum Würzburg, Patrimonialgericht Schackau
- 1820–1848: Königreich Bayern, Patrimonialgericht Schackau
- ab 1848: Königreich Bayern, Regierung Unterfranken und Aschaffenburg, Landgericht Hilders[Anm. 2]
- ab 1867: Norddeutscher Bund, Königreich Preußen,[Anm. 3] Provinz Hessen-Nassau, Regierungsbezirk Kassel, Kreis Gersfeld
- ab 1871: Deutsches Reich,[8]  Königreich Preußen, Provinz Hessen-Nassau, Regierungsbezirk Kassel, Kreis Gersfeld
- ab 1918: Deutsches Reich, Freistaat Preußen,[Anm. 4] Provinz Hessen-Nassau, Regierungsbezirk Kassel, Kreis Gersfeld
- ab 1932: Deutsches Reich, Freistaat Preußen, Provinz Hessen-Nassau, Regierungsbezirk Kassel, Landkreis Fulda
- ab 1944: Deutsches Reich, Freistaat Preußen, Provinz Kurhessen, Landkreis Fulda
- ab 1945: Deutsches Reich, Amerikanische Besatzungszone, Groß-Hessen, Regierungsbezirk Kassel, Landkreis Fulda
- ab 1946: Deutsches Reich, Amerikanische Besatzungszone, Hessen, Regierungsbezirk Kassel, Landkreis Fulda
- ab 1949: Bundesrepublik Deutschland, Hessen, Regierungsbezirk Kassel, Landkreis Fulda
- ab 1972: Bundesrepublik Deutschland, Land Hessen, Regierungsbezirk Kassel, Landkreis Fulda, Gemeinde Hofbieber

## Bevölkerung

### Einwohnerstruktur 2011
Nach den Erhebungen des Zensus 2011 lebten am Stichtag dem 9. Mai 2011 in Kleinsassen 489 Einwohner. Darunter waren 9 (1,8 %) Ausländer.
Nach dem Lebensalter waren 96 Einwohner unter 18 Jahren, 192 waren zwischen 18 und 49, 111 zwischen 50 und 64 und 87 Einwohner waren älter.
Die Einwohner lebten in 198 Haushalten. Davon waren 57 Singlehaushalte, 45 Paare ohne Kinder und 72 Paare mit Kindern, sowie 15 Alleinerziehende und 9 Wohngemeinschaften. In 42 Haushalten lebten ausschließlich Senioren und in 129 Haushaltungen leben keine Senioren.

### Einwohnerentwicklung
| Kleinsassen: Einwohnerzahlen von 1834 bis 2023 | Kleinsassen: Einwohnerzahlen von 1834 bis 2023 | Kleinsassen: Einwohnerzahlen von 1834 bis 2023 | Kleinsassen: Einwohnerzahlen von 1834 bis 2023 | Kleinsassen: Einwohnerzahlen von 1834 bis 2023 |
| --- | ---------------------------------------------- | ---------------------------------------------- | ---------------------------------------------- | ---------------------------------------------- |
| Jahr |                                                |                                                |                                                | Einwohner                                      |
| 1834 | 1834                                           |                                                | 476                                            | 476                                            |
| 1840 | 1840                                           |                                                | 466                                            | 466                                            |
| 1846 | 1846                                           |                                                | 454                                            | 454                                            |
| 1852 | 1852                                           |                                                | 444                                            | 444                                            |
| 1858 | 1858                                           |                                                | 440                                            | 440                                            |
| 1864 | 1864                                           |                                                | 448                                            | 448                                            |
| 1871 | 1871                                           |                                                | 388                                            | 388                                            |
| 1875 | 1875                                           |                                                | 392                                            | 392                                            |
| 1885 | 1885                                           |                                                | 389                                            | 389                                            |
| 1895 | 1895                                           |                                                | 404                                            | 404                                            |
| 1905 | 1905                                           |                                                | 389                                            | 389                                            |
| 1910 | 1910                                           |                                                | 401                                            | 401                                            |
| 1925 | 1925                                           |                                                | 411                                            | 411                                            |
| 1939 | 1939                                           |                                                | 464                                            | 464                                            |
| 1946 | 1946                                           |                                                | 638                                            | 638                                            |
| 1950 | 1950                                           |                                                | 627                                            | 627                                            |
| 1956 | 1956                                           |                                                | 561                                            | 561                                            |
| 1961 | 1961                                           |                                                | 531                                            | 531                                            |
| 1967 | 1967                                           |                                                | 500                                            | 500                                            |
| 1970 | 1970                                           |                                                | 501                                            | 501                                            |
| 1980 | 1980                                           |                                                | ?                                              | ?                                              |
| 1990 | 1990                                           |                                                | ?                                              | ?                                              |
| 2000 | 2000                                           |                                                | ?                                              | ?                                              |
| 2011 | 2011                                           |                                                | 489                                            | 489                                            |
| 2023 | 2023                                           |                                                | 527                                            | 527                                            |
| Datenquelle: Historisches Gemeindeverzeichnis für Hessen: Die Bevölkerung der Gemeinden 1834 bis 1967. Wiesbaden: Hessisches Statistisches Landesamt, 1968. Weitere Quellen: LAGIS; Gemeinde Hofbieber; Zensus 2011 |                                                |                                                |                                                |                                                |

### Historische Religionszugehörigkeit
| • 1885: | 02 evangelische (= 0,51 %), 387 katholische (= 99,49 %) Einwohner |
| • 1961: | 22 evangelische (= 4,14 %), 509 katholische (= 95,86 %) Einwohner |

## Politik
Für Kleinsassen besteht ein Ortsbezirk (Gebiete der ehemaligen Gemeinde Kleinsassen) mit Ortsbeirat und Ortsvorsteher nach der Hessischen Gemeindeordnung. Der Ortsbeirat besteht aus fünf Mitgliedern. Bei den Kommunalwahlen in Hessen 2021 betrug die Wahlbeteiligung zum Ortsbeirat 63,29 %. Alle Kandidaten gehörten der Bürgerliste an. Der Ortsbeirat wählte Alfred Weber zum Ortsvorsteher.

## Kultur und Sehenswürdigkeiten

### Malerkolonie

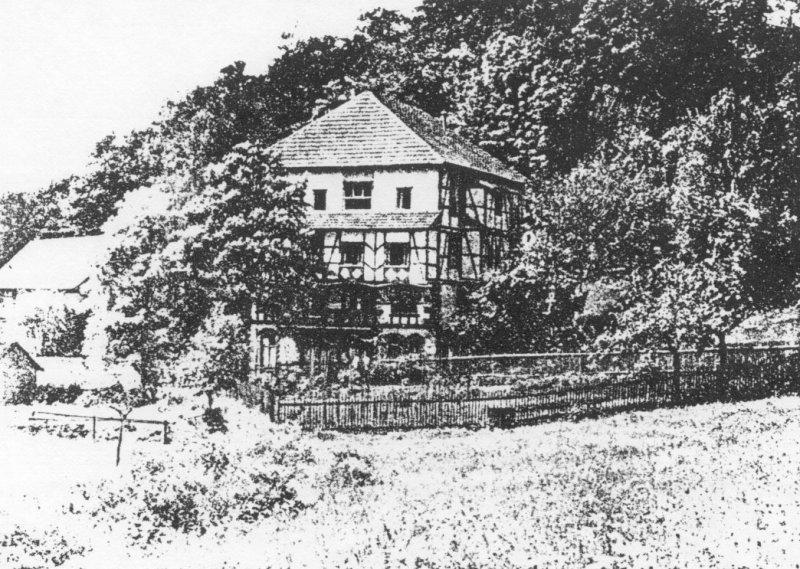
Kreyfelt-Haus

Seit den 1850er Jahren entdeckten Maler Kleinsassen. Sommer für Sommer kamen zahlreiche Maler und Studentengruppen aus den Akademiestädten Dresden, Weimar, Leipzig, München und Düsseldorf zum Naturstudium in den Ort. Aus der großen Zahl von Künstlernamen ist aus dem vorigen Jahrhundert unter anderem Friedrich Preller (der Jüngere) zu nennen, ein Dresdner Landschafts- und Marinemaler. Vom Jahre 1881 an kam Preller, der Akademieprofessor geworden war, oft mit einer größeren Anzahl von Schülern in das Rhöndorf Kleinsassen. 1883 brachte er den gebürtigen Düsseldorfer Kunstschüler Julius von Kreyfelt (1863–1947) mit in das Malerdorf. Durch sein künstlerisches Schaffen machte sich dieser bald einen Namen. 1887 ließ sich von Kreyfelt in Kleinsassen nieder. Von Kreyfelt war einer der produktivsten und zugleich kommerziell erfolgreichsten Rhönmaler, der sich zur Zentralfigur des Dorfes entwickelte. Um die Jahrhundertwende baute er ein vierstöckiges Malerhotel mit Ateliers, von 1919 bis 1924 bewirtete er auch die Milseburghütte des Rhönklubs. Die Lage unterhalb des markanten Berges Milseburg trug einiges zur Anziehungskraft des Malerdorfes der Rhön bei. Ein bedeutender in Kleinsassen geborener Maler war Paul Klüber (1904–1945).

### Sehenswürdigkeiten
Da der Ort auch in der Gegenwart noch als Malerdorf gilt, gibt es zahlreiche künstlerische Angebote und Sehenswürdigkeiten.
- Barockkirche St. Laurentius[15][16]
- Öffentliche Veranstaltungen des Traumtheaters[17]
- Pfundsmuseum
- Kunststation Kleinsassen
- Kleinsassener Kunstwoche (jeweils im August)

### Bildung und Freizeit

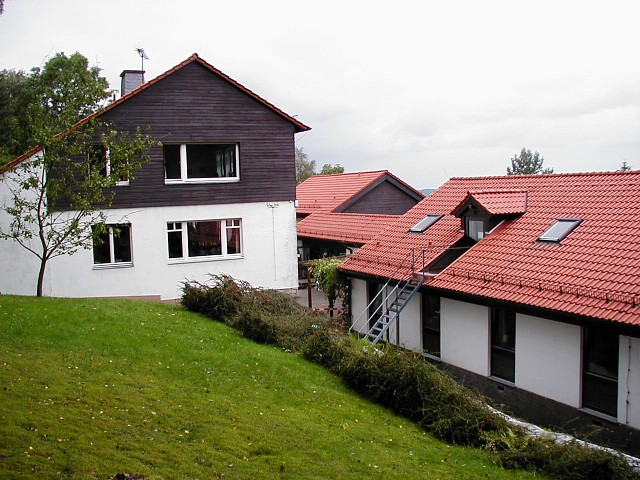
Ludwig-Wolker-Haus des Jugendwerks St. Michael

Überregionale Bekanntheit hat Kleinsassen auch durch das Ludwig-Wolker-Haus, einer Jugendbildungs- und Freizeitstätte des Jugendwerks St. Michael, erlangt. Es ist benannt nach Ludwig Wolker dem Gründer des Bundes der Deutschen Katholischen Jugend (BDKJ). Das Ludwig-Wolker-Haus ist die erste Bildungsstätte des Jugendwerks St. Michael e. V., wurde bereits 1959 gegründet und durch den damaligen Bischof von Fulda, Adolf Bolte, eingeweiht. Es wurde mehrfach erweitert und umgestaltet und entspricht heute dem aktuellen Standard zeitgemäßer Jugendbildungsarbeit.
Von überregionaler Bedeutung ist auch das Pfundsmuseum, das eine der größten Sammlungen von Waagen und Gewichten in Deutschland aus allen Perioden und Ländern in sieben Ausstellungsräumen präsentiert.
Der Milseburgradweg führt wenige 100 Meter an Kleinsassen vorbei.

## Wissenswertes
Milseburgtunnel bot Schutz
In der Karwoche des Jahres 1945, kurz vor dem Ende des Zweiten Weltkrieges, stand im bombensicheren Milseburgtunnel ein 400 Meter langer, von zwei  Lokomotiven gezogener Zug des Oberkommandos der Wehrmacht West (OKW) mit hochrangigen Offizieren und Soldaten. Nachdem die US-Armee bei ihrem Vormarsch bereits Fulda erreicht hatte, suchten die deutschen Soldaten  bei ihrem Rückzug von der Westfront Schutz in der Rhön, um eine Gegenwehr gegen die vorrückenden Amerikaner zu organisieren. Der Zug bestand aus Kommandoabteilen, Versorgungs- und Schlafwagen. Einquartierungen in den umliegenden Dörfern erfolgten. Auf der Maulkuppe wurde eine Funkstation errichtet, die die Verbindung zum OKW herstellen sollte. Um den Zug vor Tieffliegern zu schützen, wurden Flakgeschütze auf die Anhöhe von Danzwiesen gebracht. Tagsüber stand der Zug im Tunnel, nachts wurde er zur Frischluftversorgung herausgezogen. Dies blieb den Amerikanern nicht verborgen, die daraufhin mit Bombenabwürfen die Tunnelportale und die Bahnstrecke unbefahrbar zu machen versuchten. Als die verlegten Fernmeldekabel gekappt wurden, hatte Generalfeldmarschall Albert Kesselring im Zug keinen Kontakt mehr zur Außenwelt und den anderen Truppenteilen. In der Nacht zu Karfreitag verließ der Zug den Tunnel und fuhr Richtung Vacha. Am 6. April 1945 zogen die Amerikaner in Kleinsassen ein, ohne dass es nennenswerte Schäden im Dorf gab.

## Persönlichkeiten
Söhne und Töchter des Ortes
- Paul Klüber (1904–1945), deutscher Maler

Persönlichkeiten mit Bezug zu Kleinsassen
- Johann-Markus Oestreich (1738–1833), deutscher Orgelbauer der Barockzeit und des Klassizismus
- Friedrich Preller der Jüngere (1838–1901), deutscher Landschafts- und Marinemaler
- Otto Piltz (1846–1910), deutscher Maler, arbeitete ab 1870 wiederholt in der Künstlerkolonie Kleinsassen
- Heinrich Stein (1850–1913), deutscher Landschaftsmaler
- Julius von Kreyfelt (1863–1947), deutscher Maler
- Gerhard Jürgen Blum-Kwiatkowski (1930–2015), deutsch-polnischer Künstler